# Баннистер, Нонна
Нонна Баннистер (урождённая Лисовская, 22 сентября 1927, Таганрог, Северо-Кавказский край — 15 августа 2004, США) — русско-американская писательница, выжившая в концлагерях нацистской Германии. Она наиболее известна своими мемуарами «Тайные дневники Холокоста: нерассказанная история Нонны Баннистер» (2009, Tyndale House: ISBN 978-1-4143-2547-7), сборником дневниковых записей и мемуаров, которые она писала до, во время и после того, как она была заключённой в немецком трудовом лагере в период Второй мировой войны; эти записи она хранила в подушке.

## Биография
Отец Баннистер был поляком, а мать — русской, и она выросла в русской православной вере. Её богатая семья потеряла всё, когда разразилась Вторая мировая война. В 1942 году у Баннистер и её матери Анны было мало вариантов, и они добровольно уехали работать в Германию.
Однако предложение о работе привело их в лагерь для военнопленных, а не на завод. В 1943 году Баннистер и её мать работали в больнице, где лечили военнопленных. Она могла говорить на шести языках, поэтому, когда она начала записывать свои переживания в лагере, она записывала их на разных языках, чтобы нацисты не обнаружили их. Она спрятала записи в подушке, которую держала привязанной к телу во время Второй мировой войны.
Позже её мать отправили в концентрационный лагерь; Баннистер думала, что она умерла примерно два года спустя. Баннистер считала себя единственной из 35 родственников, кто выжил. Её мать на самом деле пережила лагеря, но они с ней так больше никогда и не увиделись. Когда Баннистер спасли из лагерей, её здоровье ухудшилось, и она провела некоторое время в католической немецкой больнице.

## США
Баннистер познакомилась со своим будущим мужем Генри Баннистером в 1950 году в Тулейнском университете. Они поженились в 1951 году. Пара переехала из Луизианы в Хьюстон, штат Техас, в 1971 году, а несколько лет спустя в Мемфис в 1978 году. Каждый раз Генри видел, что переезд даётся его жене тяжело.
Баннистер не хотела делиться своим прошлым с мужем, но в 1980-х Генри убедил её составить генеалогическое древо её детей. В конечном итоге это привело к тому, что Баннистер поделилась секретными записками о своей прошлой жизни. Когда она представила свои записи Генри, она сказала: «Я хочу, чтобы ты познакомился с моей семьёй». Генри пытался опубликовать мемуары в 1990-х годах, но книга не была принята. Поскольку её здоровье ухудшилось, она попросила Генри ничего не публиковать до её смерти, чтобы ей не пришлось заново переживать воспоминания.

## Память
Баннистер умерла в Джексоне, штат Теннесси, 15 августа 2004 года в возрасте 76 лет. После её смерти Генри начал перепечатывать её историю в виде мемуаров. В 2007 году он попросил соседку Кэролайн Томлин помочь ему с рукописью.
В итоге по материалам рукописи была опубликована книга о жизни и опыте Баннистер под названием «Тайные дневники Холокоста: нерассказанная история Нонны Баннистер» (2009). Благодаря книге муж и дети Баннистер связались с выжившими родственниками на Украине. Её сын Джон продолжает делиться её историей о Холокосте.